# Melis Gürkaynak
Ayşe Melis Gürkaynak (Ankara, 20 aprile 1990) è un'ex pallavolista turca.
Giocava nel ruolo di centrale.

## Carriera
La carriera di Melis Gürkaynak inizia nel 1999, quando entra a far parte del settore giovanile del VakıfBank Spor Kulübü di Ankara, dove gioca anche dopo il trasferimento del club a Istanbul e la nascita del VakıfBank Güneş Sigorta Spor Kulübü. Nella stagione 2005-06 viene promossa in prima squadra e debutta in Voleybol 1. Ligi, vincendo la Challenge Cup 2007-08; entra inoltre a far parte della selezione under 19 turca, vincendo la medaglia di bronzo al campionato europeo di categoria.
Nel campionato 2008-09 viene ceduta in prestito al Galatasaray Spor Kulübü, mentre in quello successivo veste la maglia del Beşiktaş Jimnastik Kulübü, sempre in prestito; nel 2009 debutta in nazionale maggiore in occasione della European League.
Torna al VakıfBank Güneş Sigorta Spor Kulübü, in seguito rinominato VakıfBank Spor Kulübü, nel campionato 2010-11, militandovi per quattro annate, nel corso delle quali si aggiudica due scudetti, due edizioni della Coppa di Turchia, la Supercoppa turca 2013 e due edizioni della CEV Champions League.
Nella stagione 2014-15 ritorna al Galatasaray, che però lascia nella stagione seguente, per accasarsi nuovamente al VakıfBank, con cui vince due scudetti, due Champions League, due campionati mondiali per club, la Supercoppa turca 2017 e la Coppa di Turchia 2017-18; con la nazionale vince la medaglia d'argento alla European League 2015.
Alla fine della stagione 2021/2022 si ritira dall'attività agonistica.

## Palmarès

### Club
- Campionato turco: 4

2012-13, 2013-14, 2015-16, 2017-18
- Coppa di Turchia: 3

2012-13, 2013-14, 2017-18
- Supercoppa turca: 2

2013, 2017
- Campionato mondiale per club: 2

2017, 2018
- CEV Champions League: 4

2010-11, 2012-13, 2016-17, 2017-18
- Challenge Cup: 1

2007-08

### Nazionale (competizioni minori)
- Campionato europeo under 19 2008
- European League 2015